# Chrysopeleiinae
A Chrysopeleiinae (magyar neve nincs) a valódi lepkék (Glossata) alrendjébe tartozó tündérmolyfélék (Cosmopterigidae) családjának egyik alcsaládja. Magyarországon négy faja él.

## Rendszertani felosztásuk a magyarországi fajokkal
- Afeda
- Ascalenia (Wocke, 1876)
  - füstös szárnyú tündérmoly (Ascalenia vanella Frey, 1860) — Magyarországon szórványos (Pastorális, 2011)
- Calycobathra
- Chrysopeleia
- Gisilia
- Ithome
- Nepotula
- Obithome
- Perimede
- Periploca
- Siskiwitia
- Sorhagenia Spuler, 1910)
  - lengyel tündérmoly (Sorhagenia janiszewskae Riedl, 1962) — Magyarországon szórványos (Pastorális, 2011; Pastorális & Szeőke, 2011)
  - bengefúró tündérmoly (Sorhagenia rhamniella Zeller, 1839) — Magyarországon többfelé előfordul (Pastorális, 2011; Pastorális & Szeőke, 2011)
  - közép-európai tündérmoly (Sorhagenia lophyrella Douglas, 1846) — Magyarországon többfelé előfordul (Pastorális, 2011)
- Stilbosis
- Walshia